# TV Today
TV Today (in der Schreibweise des Verlags TV TODAY) ist eine zweiwöchentlich erscheinende deutsche Fernsehzeitschrift. Sie wurde erstmals 1994 vom Magazin-Verlag am Fleetrand (MVF) in Hamburg publiziert, der Anfang der 1990er Jahre als hundertprozentige Tochter des Verlags Gruner + Jahr gegründet wurde und seit 2005 eine hundertprozentige Tochter der Münchner Hubert-Burda-Media-Gruppe ist. Seit 2006 erscheint die Zeitschrift in Lizenz in der TV Spielfilm Verlag GmbH, welche ebenfalls zur Burda-Gruppe gehört. Die verkaufte Auflage beträgt 132.599 Exemplare, ein Minus von 91,9 Prozent seit 1998.

## Konzept
Auf täglich bis zu 13 Seiten wird das TV-Tagesprogramm abgebildet und kommentiert. Auf den Sparten- und Spielfilmseiten werden die Sendungen von der Redaktion ausführlich beschrieben kritisch bewertet. Im sogenannten Mantelteil erscheinen Hintergrundberichte, Interviews und Porträts zum jeweils aktuellen Programmzeitraum. In der Heftmitte informierte bis August 2013 das Extraheft kids TV über Kinderfernsehen, es wurde inzwischen in die nun täglich fünf erweiterten Programmseiten integriert. Wie bei Zeitschriften dieser Art üblich wird jeder kommentierte Film im Fernsehprogramm in einem viergliedrigen Punktesystem bewertet. Darüber hinaus gibt es mehrere Glossen und eine Satire-Seite.

## Geschichte
TV Today erschien erstmals Ende 1994 und trat dabei in Konkurrenz mit den bereits existierenden und ähnlich gestalteten und positionierten Zeitschriften  TV Spielfilm und TV Movie. Die älteste 14-tägliche TV-Zeitschrift TV Spielfilm war Ende 1990 von der Hamburger Verlagsgruppe Milchstrasse gegründet worden, TV Movie kurz darauf. TV Today verkaufte in seinem ersten Jahr deutlich unter einer Million Exemplare, während TV Spielfilm und TV Movie auf eine Auflage von jeweils ca. 2 Millionen kamen. TV Today hatten zu diesem Zeitpunkt 30.000 Abonnenten. In den Jahren 1998/99 erreichte TV Today für kurze Zeit ihre höchste Auflage mit durchschnittlich etwa 1,4 Millionen verkauften Exemplaren.
Im Verlag waren zeitweilig rund 140 Mitarbeiter in Vollzeitarbeitstellen beschäftigt. Gründungs-Chefredakteur war Andreas Schmidt, der seine Karriere beim Bundesgrenzschutz begonnen und vor der Gründung von TV Today bei TV Movie gearbeitet hatte.
Durch die Publikation neuer 14-täglicher Fernsehzeitschriften verloren die traditionellen 14-täglichen Zeitschriften, zu denen TV Today mittlerweile gehörte, Käufer. Die Auflage der TV Today rutschte 2001 erstmals seit 1995 auf unter eine Million Exemplare im Quartalsdurchschnitt (März 2001: 988.667 Stück). Da die Budgets vieler Werbekunden verkleinert worden waren, litt das Anzeigengeschäft von TV Today. Ab 2002 begann der Verlag damit, Personal abzubauen.
Am 28. Juni 1995 wurde das Internetangebot TV Today Online gestartet.
In den mittleren 90er Jahren wurden weitere Zeitschriften in die TV-Today-Familie aufgenommen, etwa das Lifestyle-Computermagazin Konr@d, die Supplement-Fernsehzeitschrift FF dabei, das Stern-TV-Magazin und das Internet-Lifestyle-Magazin Online Today. Konr@d wurde 1999 eingestellt, Online Today im Frühjahr 2002. Nach dem Platzen der Internetblase wurde 2002 das TV-Today-Network, das den Internetauftritt der Zeitschrift konzipierte, personell stark verkleinert.
820.656 Exemplare wurden im letzten Quartal des Jahres 2003 verkauft, 722.125 Ausgaben Ende 2004 und im dritten Quartal 2005 waren es 663.594 Exemplare. Nach langjährigen Bemühungen gelang es dem Mutterkonzern Gruner + Jahr 2004, einen Käufer für TV Today zu finden, der die Bedingungen der Übernahme akzeptierte: Sozialverträgliche Abfindungen für die rund 70 von Entlassung betroffenen Mitarbeiter, weiterhin Druck der Zeitschrift in der Gruner+Jahr-Druckerei in Itzehoe, Aufrechterhaltung als eigenständigen Titel bis zu einem offiziell ungenannten Termin. Der Kaufpreis betrug 15 Millionen Euro, als Käufer agierte Hans-Georg Barlach, ein Enkel des Bildhauers Ernst Barlach, der die für den Kauf benötigte Summe von 15 Millionen Euro weitgehend von Burda erhielt. Später wurden die genauen geschäftlichen Vereinbarungen offengelegt, und Burda übernahm stückweise alle Rechte an TV Today. Im Herbst 2004 übersiedelte die auf etwa 35 Personen verkleinerte Gesamtredaktion ins Verlagsgebäude der Hamburger Morgenpost (Mopo) in Bahrenfeld, einem Hamburger Stadtteil östlich von Hamburg-Altona.

## TV Today in der Gegenwart
TV Today ist mit der geringeren Personalstärke auf Dienstleistungen Dritter angewiesen. Einige Ressorts wie „Auto“, „Reisen“ und „Spiele & Technik“ werden zwar im Haus gestaltet, die Texte werden jedoch von freien Autoren zugeliefert. Das Listing, also die Produktion der Fernsehprogrammspalten, wurde bereits 2002 an einen externen Dienstleister ausgegliedert.
Ende des Jahres 2007 wurde der Preis von 1,40 Euro auf 1,50 Euro erhöht. TV Today erreichte im 4. Quartal 2009 eine verkaufte Auflage von etwa 496.000 Exemplaren pro Ausgabe. Das Heft bildet seit 2006 einen gemeinsamen Werbeträger mit TV Spielfilm. Dessen Herausgeber, die Verlagsgruppe Milchstrasse, wurde 2005 vollständig von Hubert Burda Media übernommen, sodass beide Zeitschriften wirtschaftlich eine Einheit bilden, aber derzeit noch publizistische Eigenständigkeit genießen. Unter dem Angebot TV Spielfilm plus sollen Kunden für einen Preis von zirka 56.000 Euro jeweils eine Anzeigenseite in beiden Titeln buchen können.
Bei der Reichweite erzielt TV Today einen Wert von 3,7 Prozent, was etwa zwei Millionen Lesern entspricht. Im Sommer 2005 gab es hier sogar einen leichten Zuwachs. Besonders weit verbreitet ist der Titel in den östlichen Bundesländern. Als Chefredakteur löste der ehemalige Leiter der CvD-Abteilung Mathias Franz-Stavenhagen im September 2004 Michael Hopp ab, der im Frühjahr 2005 bekannt gab, an einer Wiederbelebung des Comic-Magazins Fix und Foxi zu arbeiten. Ab 2006 war TV-Spielfilm-Chefredakteur Lutz Carstens in Personalunion auch verantwortlicher Chefredakteur von TV Today. Im Jahr 2006 endete Barlachs Funktion als Herausgeber.
Ab 7. März 2008 erschien als Premium-Magazin TV Today Digital mit 90 Sendern auf vier Doppelseiten mit den Digitalangebot von Premiere, Unity Media, Kabel Digital Home und T-Home. Diese „Programmkatalog“ genannte Zeitschrift kostete mit einem Preis von 2 Euro etwas mehr als vergleichbare Zeitschriften. Die Zeitschrift erschien in Klebebindung und wurde auf den Innenseiten auf Umwelt-Papier gedruckt. 2011 wurde diese Form wieder eingestellt.
TV Today hat den gleichen Inhalt und die gleichen Rezensionen wie die TV Spielfilm, nur das Bewertungssystem ist noch eigenständig geblieben (Punkte statt Daumen).
Die Online-Präsenz von TV Today zählt mit monatlich über fünf Millionen Besuchern (Stand: 10/09) zu den erfolgreichsten TV-Programm-Websites Deutschlands.
Seit der Auflösung der Hamburger Redaktion zum 1. Oktober 2019 werden die redaktionellen Inhalte von TV Spielfilm, TV Today und TV Schlau von der Funke Mediengruppe produziert, deren Programmzeitschriften-Redaktion ebenfalls ihren Sitz in Hamburg hat.